# 143 (álbum)
143 (termo coloquial para I Love You) é o sétimo álbum de estúdio da artista musical estadunidense Katy Perry. Lançado no dia 20 de setembro de 2024, através da Capitol Records, coincidindo com sua apresentação no festival Rock in Rio, no Brasil. Katy Perry trabalhou com vários produtores no álbum, incluindo Max Martin, Dr. Luke, Stargate, Vaughn Oliver e Rocco Did It Again!. O envolvimento de Dr. Luke no álbum foi amplamente criticado por causa das alegações da cantora Kesha de agressão sexual contra ele. 143 foi descrito como um álbum dance cheio de alegria, amor e luz. O álbum apresenta participações especiais da cantora alemã Kim Petras e dos rappers americanos JID, 21 Savage e Doechii.
Três singles precederam o lançamento do álbum: "Woman's World" foi lançado como single principal em 11 de julho de 2024. A música alcançou a posição 63 na Billboard Hot 100 dos EUA, a posição 47 na UK Singles Chart e alcançou a posição 65 na Billboard Global 200, a segunda entrada mais alta de Perry na última. Foi seguido pelo single "Lifetimes" em 8 de agosto, e "I'm His, He's Mine" com Doechii em 13 de setembro. Comercialmente, o álbum estreou na sexta posição na parada Billboard 200 dos EUA e na parada de álbuns do Reino Unido, enquanto alcançou o top dez em outros oito países. Em apoio ao álbum, Perry anunciou a The Lifetimes Tour para 2025. Uma edição deluxe, intitulada 1432, com quatro faixas adicionais foi lançada em 20 de dezembro de 2024.
143 recebeu críticas negativas de críticos musicais, tornando-se o álbum com a pior avaliação da carreira de Perry. Eles criticaram o álbum como um produto da estagnação criativa de Perry, e consideraram sua composição abaixo da média e a produção desatualizada e insípida; vários compararam 143 à música gerada por IA.

## Produção
Em agosto de 2023, Perry confirmou que estava trabalhando em um novo material de um "lugar de amor" durante uma entrevista ao Good Morning America. Em fevereiro seguinte, ela fez uma aparição no Jimmy Kimmel Live! e anunciou sua saída do painel de jurados do American Idol após a conclusão da vigésima segunda temporada, querendo "sair e sentir a pulsação da minha própria batida" e lançar novos materiais depois de estar "no estúdio por um tempo". Dois meses depois, Perry disse ao Access Hollywood: "Ainda não fiz um disco a partir de um sentimento realmente feliz, completo e cheio de amor. Às vezes, os artistas ficam tipo, 'Oh, isso é chato, você quer fazer música de uma espécie de lugar mais difícil', mas na verdade é muito brilhante e alegre, como pura alegria e diversão, brincadeira, comemoração e uma festa". A Rolling Stone informou em junho seguinte que Perry "se reconectou" com vários produtores musicais que trabalharam com ela antes, incluindo Max Martin, Stargate e Dr. Luke.
Durante uma transmissão ao vivo em suas redes sociais em 10 de julho de 2024, Perry descreveu 143 como um álbum dançante. Ela mencionou: "Tenho falado sobre [fazer] dois álbuns nos últimos oito anos, sendo um álbum dançante e um álbum acústico. Ainda não fiz o álbum acústico. Bem, nunca paramos de escrever. Mas finalmente fiz o álbum dance, o álbum que eu sempre quis fazer. Esse disco tem uma energia super alta, é super verão, tem BPM altíssimo. Acabamos de fazer uma festa dançante em família ao som de uma das músicas, e está cheia de muita alegria, muito amor, muita luz.

## Lançamento e promoção

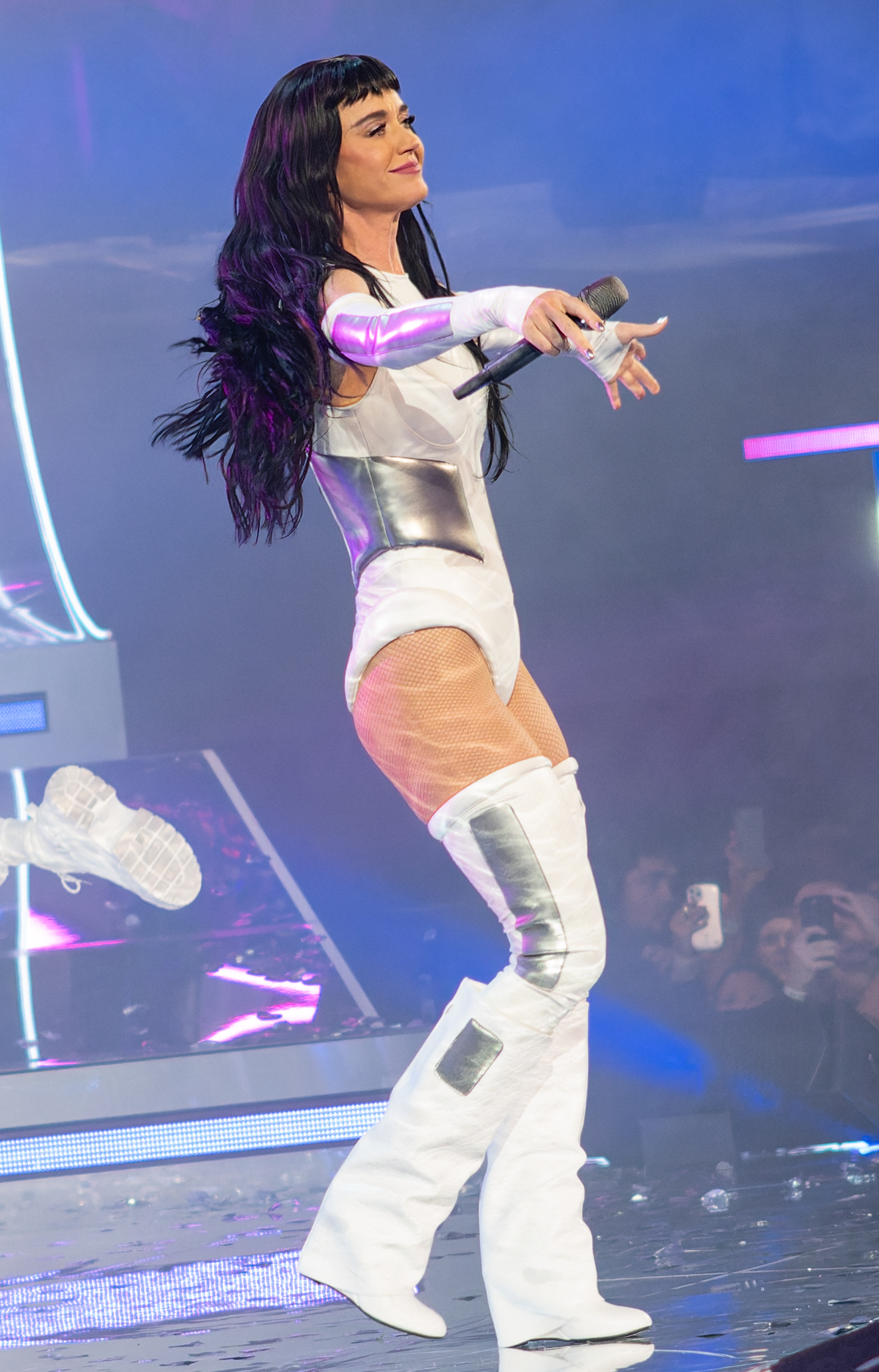
Perry se apresentando no Methodist Central Hall, Westminster em 2024

Perry revelou em 10 de julho de 2024 que seu sétimo álbum se chamaria 143 e seria lançado em 20 de setembro de 2024, pela Capitol Records, no mesmo dia de sua apresentação ao vivo no festival Rock in Rio, no Brasil. Para animar ainda mais seus fãs, ela fez uma transmissão ao vivo nas redes sociais naquele dia e mostrou novas músicas do álbum, incluindo "Nirvana", "Gimme Gimme" com 21 Savage, e "I'm His, He's Mine" com Doechii. Durante sua entrevista com Lowe, Perry compartilhou trechos de duas outras faixas de 143: "Lifetimes" e "Gorgeous". O álbum ficou disponível em oito variantes de vinil, quatro variantes de CD, uma fita cassete e várias variantes de download digital com faixas bônus exclusivas. Perry realizou um show especial, Katy Perry: Night of a Lifetime, em 11 de dezembro no Methodist Central Hall, Westminster em Londres, para promover o álbum. O especial foi gravado e programado para ser exibido em 21 de dezembro na ITV1. Ainda para promover o álbum, Perry apresentou "Gorgeous" e "Lifetimes" na Final do AFL de 2024, em 28 de setembro, em Sydney, Austrália.

### Singles

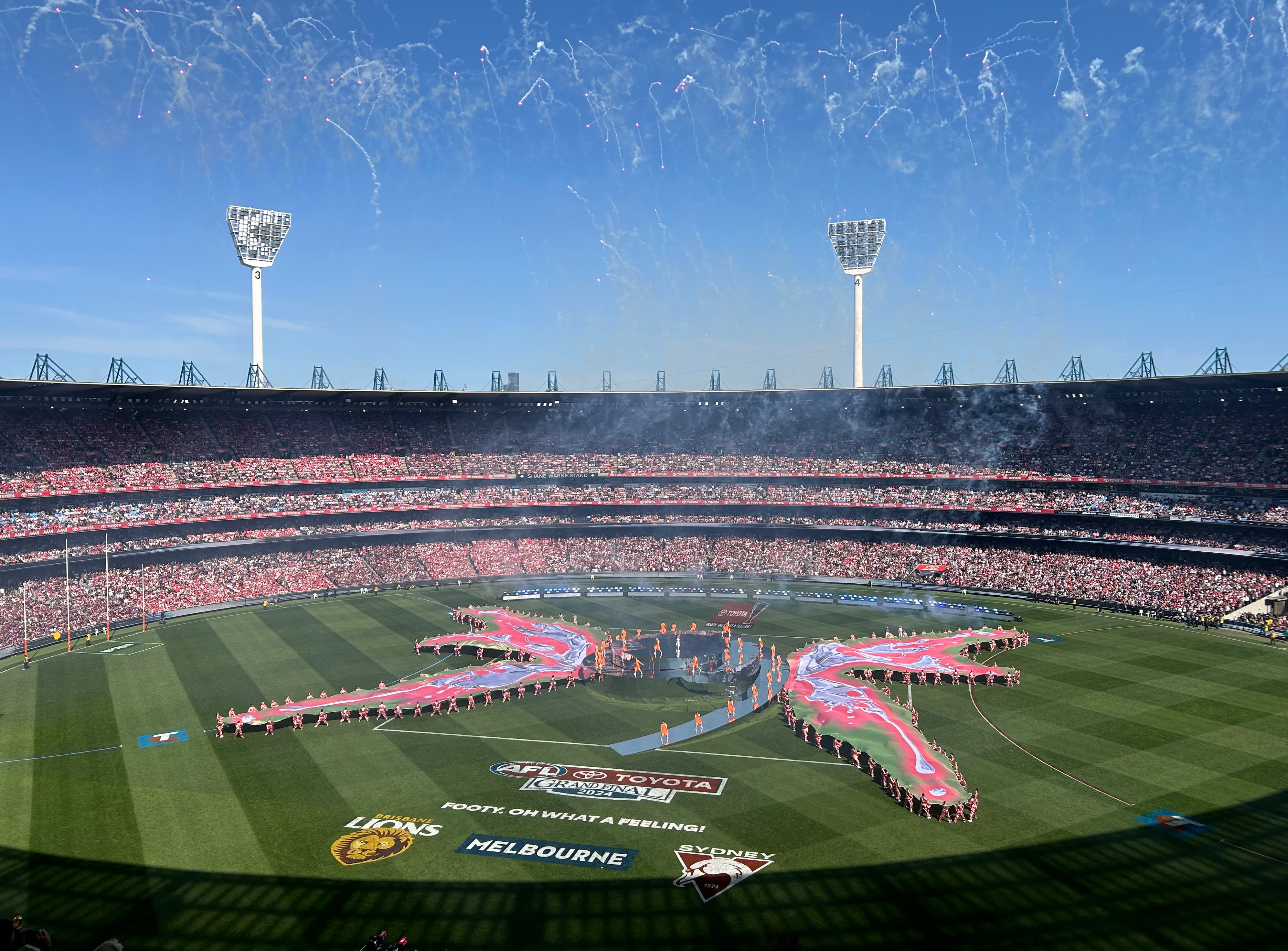
Perry se apresentando na Final do AFL de 2024, em Sydney, Austrália. Neste evento, ela cantou um de seus novos singles: "Lifetimes".

O single principal, "Woman's World", foi lançado em 11 de julho de 2024. A música e seu videoclipe foram recebidos negativamente por críticos e pelo público. Vários jornalistas atribuíram isso ao "mau gosto" da promoção do álbum, que consideraram prejudicial ao aparente declínio comercial de Perry com Witness e Smile. A colaboração de Perry com Dr. Luke, que foi acusado de assédio sexual pela cantora americana Kesha, também foi amplamente criticada.
O segundo single do álbum, "Lifetimes", uma faixa Italo house, foi lançada em 8 de agosto de 2024. Em seu videoclipe, a lista de faixas de 143 foi revelada. O videoclipe gerou alguma controvérsia após Perry ser acusada de invasão de propriedade em dunas ecologicamente protegidas pelo governo das Ilhas Baleares, Espanha, uma alegação que a gravadora de Perry, Capitol, refutou.
Perry apresentou "I'm His, He's Mine" com Doechii e "Lifetimes" em um medley no MTV Video Music Awards de 2024 em 11 de setembro, com "I'm His, He's Mine" sendo lançado como um single dois dias depois, em 13 de setembro.

## Recepção crítica
| Críticas profissionais | Críticas profissionais |
| Pontuações agregadas   | Pontuações agregadas   |
| Fonte                  | Avaliação              |
| ---------------------- | ---------------------- |
| AnyDecentMusic?        | 3.7/10                 |
| Metacritic             | 37/100                 |
| Avaliações da crítica  |                        |
| Fonte                  | Avaliação              |
| AllMusic               | [ 25 ]                 |
| Clash                  | 5/10                   |
| The Daily Telegraph    | [ 27 ]                 |
| Exclaim!               | 3/10                   |
| The Guardian           | [ 29 ]                 |
| The Independent        | [ 30 ]                 |
| The Line of Best Fit   | 2/10                   |
| NME                    | [ 32 ]                 |
| Pitchfork              | 4.5/10                 |
| Rolling Stone          | [ 33 ]                 |

143 foi amplamente analisado por críticos de música, e recebeu uma recepção geralmente negativa, sendo considerado o pior esforço de Perry. No Metacritic, que atribui uma classificação de média ponderada de 100 a críticas de críticos tradicionais, o álbum recebeu uma pontuação média de 37, com base em 18 análises, indicando "críticas geralmente desfavoráveis". Foi o álbum mais mal avaliado da carreira de Perry e o álbum mais mal avaliado da década de 2020 no site.
Várias críticas consideraram 143 um álbum impressionante e insubstancial de Perry. Alexis Petridis do The Guardian chamou 143 de um álbum pop medíocre "um pouco aquém da catástrofe total." A crítica Amanda Petrusich do The New Yorker, Ludovic Hunter-Tilney do Financial Times e Peter Piatkowski do PopMatters disseram que Perry perdeu a frivolidade e a "excentricidade cartunesca" que costumavam tornar suas músicas "hábeis e engraçadas". Robin Murray do Clash, Tom Williams do Slant, Ed Potton do The Times, e Nick Levine do NME sentiram que 143 era uma audição monótona e insatisfatória, com muito poucos destaques.
Tanatat Khuttapan do The Line of Best Fit chamou 143 de um álbum de "preenchimentos de clube sem sentido", enquanto Helen Brown do The Daily Telegraph se referiu a ele como um álbum "desastroso" e inepto. Carl Wilson do Slate, Callie Ahlgrim do Business Insider India e Guy Oddy do The Arts Desk disseram que o álbum não possui músicas redentoras após seus três singles. O escritor da Variety Steven J. Horowitz, descreveu 143 como um álbum "plano" de clichês líricos e produção musical "fraca", marcando um novo baixo criativo para Perry. Horowitz argumentou que a decisão de Perry de refletir sobre seu catálogo mais antigo para criar novas músicas foi uma má decisão criativa.
Uma crítica mais positiva veio da escritora da Billboard, Rania Aniftos, que considerou 143 um álbum "caracteristicamente Katy Perry" que seus fãs "certamente irão apreciar". Alguns críticos, como Horowitz, Petridis e Khuttapan, declararam "Wonder" como a melhor faixa do álbum, elogiando a demonstração de emoção sincera. Rich Juzwiak do Pitchfork considerou 143 um álbum "flop" confiante após os "flops consecutivos" de Witness (2017) e Smile, e disse que lançar álbuns que são tão ruins que são bons poderia ser parte do apelo de Perry. Stewart Sowman-Lund do The Spinoff concordou, nomeando Prism (2013) como o último sucesso de Perry.
A recepção crítica do álbum foi um tema de cobertura da mídia. Nick Levine da BBC opinou que a recepção do álbum "pode também ter sido prejudicada por uma combinação tóxica de misoginia e ageísmo que tende a afetar artistas femininas acima de 35 anos." Ahlgrim argumentou que alguém poderia acreditar que a crítica "é exagerada ou prejudicial, um resultado clichê da mentalidade de rebanho", mas disse que não é o caso com 143 e que "a reação adversa [...] é muito merecida, se até um pouco generosa."

## Desempenho comercial
143 estreou na sexta posição na Billboard 200 dos EUA, marcando o sétimo álbum entre os dez primeiros de Perry. O álbum abriu com 48.000 unidades equivalentes a álbuns, das quais 37.500 foram vendas, 10.000 foram unidades equivalentes a streaming (traduzidas de 13,11 milhões de streams sob demanda) e 500 unidades equivalentes a faixas. O álbum permaneceu na parada por duas semanas, tornando-se o álbum de menor duração de Perry até o momento. Alguns jornalistas notaram que o percebido declínio comercial de Perry continuou com 143. Em dezembro de 2024, o álbum vendeu 100.000 unidades nos EUA.
O álbum teve um desempenho melhor na Europa, superando a performance da primeira semana do lançamento anterior de Perry, Smile (2020), em vários países. Estreou na sexta posição na UK Albums Chart com 9.250 unidades equivalentes a álbuns, suas melhores vendas na primeira semana no país desde Witness (2017), e se tornou seu sexto álbum entre os dez primeiros. Na Espanha, o álbum entrou na parada de álbuns na terceira posição, tornando-se seu projeto de maior sucesso no país desde Witness (2017). Da mesma forma, o álbum estreou na sexta posição na Itália, superando o pico de número dez de Smile (2020). O álbum também alcançou a sexta e a quinta posição nas paradas da Flandres e da Valônia, respectivamente, tornando-se seu quinto álbum consecutivo entre os dez primeiros em ambas as regiões.
Na Austrália, 143 estreou na segunda posição na ARIA Top 50 Albums Chart, permanecendo entre os vinte primeiros em sua segunda semana, ajudado pela apresentação de Perry na AFL Grand Final de 2024. O álbum também alcançou o top ten na Nova Zelândia e na Escócia.

## Lista de faixas
| 143 – Edição padrão |                                             | |                                            |         |  |
| N.º                 | Título                                      | Compositor(es) | Produtor(es)                               | Duração |  |
| 1.                  | "Woman's World"                             | Katy Perry Chloe Angelides Łukasz Gottwald Aaron Joseph Vaughn Oliver Rocco Valdes                                                                    | Joseph Dr. Luke Rocco Did It Again! Oliver | 2:43    |  |
| 2.                  | "Gimme Gimme" (com part. de 21 Savage)      | Katy Perry Lunchmoney Lewis Ferras Alqaisi Ryan Ogren Shéyaa Bin Abraham Jospeh Theron Thomas Dr. Luke                                                | Joseph Dr. Luke Rocco Did It Again!        | 2:57    |  |
| 3.                  | "Gorgeous" (com part. de Kim Petras)        | Katy Perry Chloe Angelides Devin Wilkes Kim Petras Malibu Babie Max Martin Rocco Valdes Vaughn Oliver Dr. Luke                                        | Joseph Dr. Luke Vaugn Oliver Malibu Babie  | 3:17    |  |
| 4.                  | "I'm His, He's Mine" (com part. de Doechii) | Katy Perry Crystal Waters Ferras Alqaisi Lunchmoney Jaylah Hickmon Neal Conway Rocco Valdes Ryan Ogren Theron Thomas Dr. Luke                         | Dr. Luke Rocco Did It Again!               | 3:18    |  |
| 5.                  | "Crush"                                     | Dallas Koehlke Emily Warren Katy Perry Keegan Bach Rocco Valdes Ryan Ogren Sarah Hudson Scott Harris Theron Thomas Dr. Luke                           | Dr. Luke                                   | 2:57    |  |
| 6.                  | "Lifetimes"                                 | LunchMoney Lewis Ryan Ogren Vaughn Oliver Dr. Luke Katy Perry Rocco Valdes Sarah Hudson Theron Thomas                                                 | Dr. Luke Vaughn Oliver                     | 3:12    |  |
| 7.                  | "All the Love"                              | Aaron Joseph Ferras Alqaisi Katy Perry Keegan Bach Ryan Ogren Vaugh Oliver Dr. Luke                                                                   | Dr. Luke Vaughn Oliver Aaron Joseph KBeaZy | 3:15    |  |
| 8.                  | "Nirvana"                                   | Aaron Joseph Dallas Koehlke Emily Warren Katy Perry Keegan Bach Rocco Valdes Ryan Ogren Sarah Hudson Scoot Harris Theron Thomas Vaugh Oliver Dr. Luke | Dr. Luke Vaughn Oliver Aaron Joseph        | 2:51    |  |
| 9.                  | "Artificial" (com part. de JID)             | Aaron Joseph Chloe Angelides Destin Route Katy Perry Keegan Bach Samuel Catalano Sarah Hudson Dr. Luke                                                | Dr. Luke KBeaZy                            | 2:43    |  |
| 10.                 | "Truth"                                     | LunchMoney Katy Perry Ryan Ogren Sarah Hudson Vaugh Oliver Dr. Luke                                                                                   | Vaugh Oliver Dr. Luke                      | 2:57    |  |
| 11.                 | "Wonder"                                    | Cato Sundberg Kent Sundberg Ferras Alqaisi Henry Walter Katy Perry Mikkel Storleer Erik Hermansen                                                     | Stargate Cirkut                            | 3:24    |  |
| Duração total:      | Duração total:                              | Duração total: | Duração total:                             | 33:39   |  |

| 1432 – Edição deluxe |                           |                                                                     |                 |         |  |
| N.º                  | Título                    | Compositor(es)                                                      | Produtor(es)    | Duração |  |
| 12.                  | "I Woke Up"               | Perry Gottwald Oliver Valdes Ogren Thomas Lewis Hudson              | Dr. Luke Oliver | 2:28    |  |
| 13.                  | "Has a Heart"             | Perry Gottwald Oliver Valdes Ogren Lewis                            | Dr. Luke Oliver | 2:49    |  |
| 14.                  | "No Tears for New Year's" | Perry Gottwald Valdes Ogren Thomas Alqaisi                          | Dr. Luke        | 3:23    |  |
| 15.                  | "OK"                      | Perry Gottwald Oliver Joseph Valdes Angelides Ogren Alqaisi Lu Kala | Dr. Luke Oliver | 2:28    |  |
| Duração total:       | Duração total:            | Duração total:                                                      | Duração total:  | 44:50   |  |

| 143: I Love You More – Edição deluxe em meio digital |                              |                                                        |                                     |         |  |
| N.º                                                  | Título                       | Compositor(es)                                         | Produtor(es)                        | Duração |  |
| 12.                                                  | "I Woke Up"                  | Perry Gottwald Oliver Valdes Ogren Thomas Lewis Hudson | Dr. Luke Oliver                     | 2:28    |  |
| 13.                                                  | "No Tears for New Year's"    | Perry Gottwald Valdes Ogren Thomas Alqaisi             | Dr. Luke                            | 3:23    |  |
| 14.                                                  | "Gimme Gimme (solo version)" |                                                        | Joseph Dr. Luke Rocco Did It Again! | 2:44    |  |
| Duração total:                                       | Duração total:               | Duração total:                                         | Duração total:                      | 42:09   |  |

| 143: I Love You IRL – Edição deluxe em meio digital |                                        | |                |         |  |
| N.º                                                 | Título                                 | Compositor(es) | Produtor(es)   | Duração |  |
| 12.                                                 | "Woman's World" (live from Brazil)     | Perry Gottwald Oliver Joseph Valdes Angelides                                                                     |                | 3:18    |  |
| 13.                                                 | "California Gurls" (live from Brazil)  | Perry Gottwald Martin Benjamin Levin Bonnie McKee                                                                 |                | 3:17    |  |
| 14.                                                 | "Teenage Dream" (live from Brazil)     | Perry Gottwald Martin Levin McKee                                                                                 |                | 3:43    |  |
| 15.                                                 | "Part of Me" (live from Brazil)        | Perry Gottwald Martin McKee                                                                                       |                | 4:03    |  |
| 16.                                                 | "Dark Horse" (live from Brazil)        | Perry Gottwald Hudson Martin Walter                                                                               |                |         |  |
| 17.                                                 | "Never Really Over" (live from Brazil) | Perry Dagny Sandvik Michelle Buzz Jason Gill Gino Barletta Hayley Warner Anton Zaslavski Leah Cooney Daniel James |                | 3:36    |  |
| 18.                                                 | "Wide Awake" (live from Brazil)        | Perry Gottwald Martin McKee Walter                                                                                |                | 3:41    |  |
| 19.                                                 | "Lifetimes" (live from Brazil)         | Perry Gottwald Oliver Valdes Ogren Thomas Lewis Hudson                                                            |                | 3:11    |  |
| Duração total:                                      | Duração total:                         | Duração total: | Duração total: | 1:01:11 |  |

Notas
- "I'm His, He's Mine" contém samples de "Gypsy Woman", escrita por Neal Conway e Crystal Waters.
- "Crush" contém elementos de "My Heart Goes Boom (La Di Da Da)", escritor por Barbara Alcindor, Thorsten Dreyer e Karsten Dreyer.
- As faixas bônus de 143: I Love You IRL foram gravadas da apresentação de Perry no Rock in Rio no Rio de Janeiro, Brasil em 20 de setembro de 2024.